# Comarcas da Catalunha

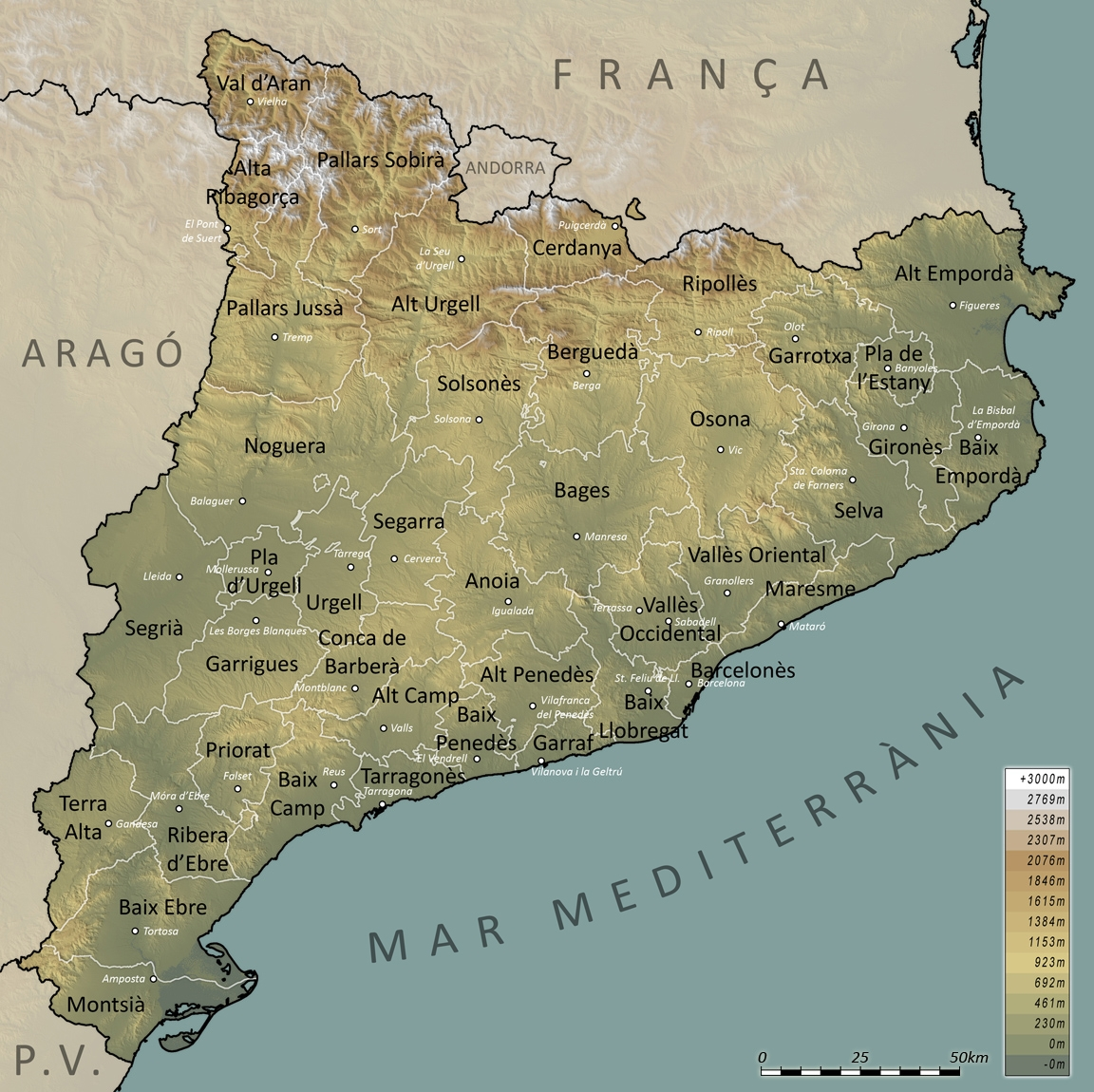
Comarcas da Catalunha

A comarca é uma entidade local de caráter territorial formada pelo agrupamento de municípios próximos, que tem personalidade jurídica própria, bem como capacidade e autonomia para o cumprimento dos seus fins. O Estatuto de Autonomia da Catalunha recolhe a divisão e organização administrativa do território em comarcas (além de províncias, e vegueries).
A Catalunha está dividida em 41 comarcas  e uma entidade territorial singular administrada pelo Conselho Geral de Aran (em aranês Consell General d'Aran). 

## Comarcas da Catalunha
- Alt Camp
- Alt Empordà
- Alt Penedès
- Alt Urgell
- Alta Ribagorça
- Anoia
- Bages
- Baix Camp
- Baix Ebre
- Baix Empordà
- Baix Llobregat
- Baix Penedès
- Barcelonès
- Berguedà
- Cerdanya
- Conca de Barberà
- Garraf
- Garrigues
- Garrotxa
- Gironès
- Maresme
- Montsià
- Noguera
- Osona
- Pallars Jussà
- Pallars Sobirà
- Pla de l'Estany
- Pla d'Urgell
- Priorat
- Ribera d'Ebre
- Ripollès
- Segarra
- Segrià
- La Selva
- Solsonès
- Tarragonès
- Terra Alta
- Urgell
- Val d'Aran
- Vallès Occidental
- Vallès Oriental